# 天主教克利夫兰教区
天主教克里夫蘭教區（拉丁語：Dioecesis Clevelandensis）是美國一個羅馬天主教教區，屬辛辛那提總教區。教區於1847年4月23日成立。
教區管轄包括俄亥俄州東北部，教座位於克里夫蘭，教區於2006年時有797,898名教友（佔轄區總人口28.0%）、233個堂區和541名司鐸。現任教區主教為愛德華·C·馬萊西克，榮休主教為安多尼·M·皮拉，榮休輔理主教為羅哲·W·格里斯。